# Снег, сестра и росомаха
«Снег, сестра и росомаха» — российский независимый художественный фильм 2023 года, второй полнометражный фильм режиссёра Романа Михайлова, снятый по его собственному сценарию. В фильме задействован ряд актёров, снимавшихся в первом фильме Михайлова «Сказка для старых», в том числе Фёдор Лавров, сыгравший главную мужскую роль.
Фильм вышел в прокат в России 16 февраля 2023 года.

## Создание
В феврале 2022 года после победы его первого фильма «Сказка для старых» на кинофестивале «Дух огня» Роман Михайлов сообщил, что его следующий фильм будет мелодрамой, при этом если в «Сказке для старых» декорацией был криминал, то в новом фильме это будет сектантство.
Актёрский состав в фильме схож с тем, который представлен в «Сказке для старых», однако их персонажи, сюжет и всё остальное «радикально отличается от первого фильма». Михайлов подчеркнул, что главная роль в фильме «принадлежит женщине»: изначально это был фильм «про пастора, проповедника, и я заменил его на женщину, заменил мента на ментовку, и всё начало работать. Женская энергия задала что-то очень интересное и совершенно новое в моих мирах». Фёдор Лавров, выступивший в первом фильме в качестве сорежиссёра и актёра, во втором также сыграл главную мужскую роль. Его старшая дочь Глафира Лаврова исполнила в этом фильме песню.
По словам Романа Михайлова, два его первых фильма были сняты «очень дёшево», что является «прецедентом для современного российского кинематографа»: если бюджет «Сказки для старых» составил около 1,3 миллиона рублей, то бюджет второго фильма — 1,8 миллиона. Фильм снят за 11 съёмочных дней.

## Сюжет
Действие происходит зимой в небольшом российском городе. Николай работает полицейским и вместе с напарницей занимается поиском и арестом наркоторговцев. Однажды он набирает номер знакомой, но попадает не туда — его собеседницей оказывается другая женщина. Её голос так нравится Николаю, что позже он ещё и ещё раз звонит ей.
Эта женщина — пастор Елена, известная проповедница христианской «Живой Церкви», приехавшая в город по приглашению общины. Её сопровождает её покровитель, который сообщает руководителю общины, что «наверху» принято решение закрыть многие подобные секты под предлогом борьбы с экстремизмом. Из их разговора становится известно, что отцом Елены также был проповедник, пострадавший за веру и ещё в советские годы попавший в тюрьму. Сестра Елены покончила с собой, но часто является ей по ночам. В свою очередь, Николай во время одного из телефонных разговоров рассказывает Елене о своём детском страхе — когда он жил у дедушки, то по ночам боялся, что придёт росомаха.
Напарница Николая сообщает ему, что их решено перебросить на новый участок работы: борьба с экстремизмом. Дано задание разобраться с сектантской общиной. Николай не знает, что речь идёт о той самой общине, куда приезжала Елена, поскольку она не говорила ему, чем занимается. В это время Елена со спутником уезжают из города и останавливаются в придорожном кафе. Туда же подъезжают полицейские. Елена смотрит на свой телефон, не звонит ли Николай, то же делает и он. И хотя они сидят за столиками недалеко друг от друга, они не узнают друг друга.

## В ролях
- Фёдор Лавров — Николай, полицейский
- Екатерина Старателева — Елена, проповедница
- Юлия Марченко — напарница Николая
- Кирилл Полухин — спонсор Елены
- Алёна Кучкова — сестра Елены
- Александр Пташенчук — наркоторговец
- Ирина Вилкова — знакомая Николая
- Максим Ханжов — лидер общины
- Варвара Павлова — женщина из общины
- Глафира Лаврова — певица

## Отзывы и оценки
Фильм получил в основном положительные оценки в российской прессе.
Режиссёр фильма Роман Михайлов определил его жанр как «сумеречная мелодрама, сверхчувственная драма». Выбор тематики фильма был связан с тем, что тридцать лет назад сам Михайлов был частью общины харизматов-пятидесятников, и давно хотел либо написать роман о подобной общине, либо поставить спектакль. В результате он снял фильм, главная героиня которого — «проповедница похожей общины с непростой судьбой», а ещё один главный герой — «представитель правоохранительных органов», который «работает по запрещённым веществам и живёт в совсем другом мире, не связанном с той общиной». В результате случайного телефонного звонка он по ошибке попадает к главной героине, «и вот эти люди из разных миров начинают общаться». Режиссёр выразил надежду, что в своём фильме о сектантстве «смог передать другое отношение к этому глубокому явлению», чем принято обычно, и что ему «удалось хоть немного передать и свет этих людей, и их веру, и показать неоднозначность феномена сектантства».
Также, по словам Михайлова, он видит «два режима построения чего бы то ни было: спекулятивный и природный», то есть «ты двигаешься через работу с конструктором или через работу с прорастанием», в последнем случае «ты просто взращиваешь то, что дано самой природой». В рамках этого противопоставления его фильм «Сказка для старых» является конструктором, тогда как «Снег, сестра и росомаха» — «прорастание, медитация».
Михаил Трофименков отметил, что молодой режиссёр уже «выстроил собственную киновселенную»: Михайлов очень странно и завораживающе работает с пространством своих фильмов. И в «Сказке», и в «Снеге» он сначала разворачивает его, как скорее ржавые, чем ковровые дорожки. Помещает героев в полуреалистическую, полусновидческую декорацию, откуда выталкивает в бесконечное русское пространство. И в обоих фильмах кажется, что выхода из этого — урбанистического ли, сельского ли — пространства нет и быть не может. И в обоих фильмах это пространство вдруг уютно сворачивается в одну точку, даёт героям шанс встретиться, а зрителям — поверить, что после лютых холодов наступит «хорошая весна», за которую выпивали братки в финале «Сказки».
Денир Курбанджанов тоже подчеркивает схожесть двух картин: «Та же зернистость кадра, тот же медленный темп, подстраивающийся под тягучий пост-рок, та же криминальная закваска. Параллельно развивающиеся истории напряжённо взаимодействуют друг с другом и ожидаемо сходятся в финале. Литературные разговоры в тесных помещениях, бесконечные сугробы». Однако замечает, что, в отличие от «Сказки для старых», в новом фильме Романа Михайлова «нет связующего элемента, который уравновесил бы всё и позволил замкнуть случайности в единую картину. Так же, как слова „снег“, „сестра“ и „росомаха“ в названии висят бестолково, так и истории в фильме не разрешаются и тонут в непонятной пустоте».
По словам Кати Загвоздкиной, «фильм вызывает вопросы, которые, очевидно, не предполагались автором». Критик добавляет: «Этот фильм драматургически рыхловат (в отличие от „Сказки для старых“), заметно, что режиссёр — вчерашний дебютант. Особенно это чувствуется в финале — скорее не открытом, а незаконченном».
Мария Ракитина в рецензии на фильм приходит к заключению: «Новый фильм Романа Михайлова, снятый с большой любовью и нежностью, пронизывающими буквально каждый кадр, — будто старый друг, с которым вы не виделись сто лет. „Снег, сестра и росомаха“ с его мистицизмом и ламповой атмосферой — очень знакомое и искреннее кино, которое стоит увидеть всем, кто давно утратил веру и надежду».

## Награды
- Премия «Диалоги в кино» — лучшие диалоги в полнометражном фильме (2023)[18]